# Amanalco

Municipalité du Amanalco.

Amanalco (mot d'origine nahuatl) est l'une de 125 municipalités de l'État de Mexico au Mexique. Amanalco confine au nord à ALmoloya de Juárez et Villa Victoria, à l'ouest à Valle de Bravo, au sud à Temascaltepec et à l'est à Temascaltepec. Son chef-lieu est Amanalco de Becerra qui compte 22 868 habitants.